# 名鉄ツム5500形貨車
名鉄ツム5500形貨車（めいてつツム5500がたかしゃ）とは、かつて名古屋鉄道で運用されていた木造貨車（通風車）である。

## 概要
- 元は1924年（大正13年）に日本車輌製造で製造された愛知電気鉄道の15 t 積木造通風車ツム5500形（ツム5500 - ツム5509）である。10両が製造された。引戸以外の車体の側面に通風用スリットを設けている。同時期に製造された愛知電気鉄道ワム5000有蓋車とは寸法などは共通である。国鉄直通貨車であった。1935年（昭和10年）に名岐鉄道と愛知電気鉄道が合併し名古屋鉄道が発足すると、全車が名古屋鉄道に引き継がれ、1941年（昭和16年）にツム5500形（ツム5501 - ツム5510）に改番する。1962年（昭和37年）に2両（ツム5501・ツム5505）は引戸を観音開きに変更及び通風用スリットを埋められ、有蓋車ワム5500形（ワム5500・ワム5501）に改造されている。
- ツム5500形は主に東部線で使用され、1968年（昭和43年）に形式消滅。ワム5500形は三河線などで運用されたが、1978年（昭和53年）に形式消滅した。